# Крышичи
Крышичи (бел. Крышычы) — деревня в Юровичском сельсовете Калинковичского района Гомельской области Беларуси.
Поблизости, в 1930-х годах, обнаружено железорудное месторождение.

## География

### Расположение
В 23 км на юго-восток от районного центра и железнодорожной станции Калинковичи (на линии Гомель — Лунинец), 150 км от Гомеля.

### Гидрография
На севере мелиоративные каналы.

## Транспортная сеть
Транспортные связи по просёлочной, затем автомобильной дороге Хойники — Калинковичи. Планировка состоит из прямолинейной с широтной ориентацией улицы, обособлена от которой на севере расположены 2 короткие улицы, ориентированные с юго-запада на северо-восток. Застройка двусторонняя деревянная усадебного типа.

## История
По письменным источникам известна с XVI века как деревня в Мозырском повете Минского воеводства Великого княжества Литовского. Под 1552 год обозначена в Литовской метрике. В 1674 году владелица деревни Б. Лощина отдала Крышичи иезуитам.
После 2-го раздела Речи Посполитой (1793 год) в составе Российской империи. В 1834 году в Речицком уезде Минской губернии. В 1876 году хозяин одноимённого поместья дворянин Александрович владел 1133 десятинами земли. В 1879 году обозначена в числе селений Юровичского церковного прихода. Согласно переписи 1897 года действовали часовня, школа грамоты, хлебозапасный магазин, ветряная мельница, конная мельница. Рядом находились 2 одноимённых фольварка. В 1908 году в Юровичской волости Речицкого уезда Минской губернии.
С 8 декабря 1926 года до 1 октября 1973 года центр Крышичского сельсовета Юровичского, с 26 июля 1931 года Мозырского, с 3 июля 1939 года Калинковичского района Речицкого, с 9 июня 1927 года Мозырского (до 26 июля 1930 года и с 26 июля 1935 года по 20 февраля 1938 года) округа, с 20 февраля 1938 года Полесской, с 8 января 1954 года Гомельской областей.
В 1930 году организован колхоз «Коминтерн», работали ветряная мельница, кузница, стальмашня. Начальная школа в 1930-х годах преобразована в 7-летнюю (в 1935 году 141 ученик). Во время Великой Отечественной войны оккупанты частично сожгли деревню. 94 жителя погибли на фронте. В 1972 году в составе подсобного хозяйства имени Ф. Э. Дзержинского межрайонного автотранспортного предприятия (центр — деревня Прудок), располагались 8-летняя школа, клуб, библиотека, магазин. До 31 октября 2006 года в составе Прудокского сельсовета.

## Население
- 1795 год — 25 дворов, 216 жителей.
- 1834 год — 52 двора.
- 1897 год — 74 двора, 475 жителей (согласно переписи).
- 1908 год — 90 дворов, 490 жителей.
- 1926 год — 688 жителей.
- 1959 год — 423 жителя (согласно переписи).
- 1972 год — 132 двора, 322 жителя.
- 2004 год — 34 хозяйства, 52 жителя.

## Достопримечательность
- Памятник, установленный на братской могиле, в которой похоронено 476 советских воинов.